# Episodi di Perché a me? (prima stagione)
La prima stagione della sitcom australiana Perché a me? (Mortified), composta da 13 episodi, è stata trasmessa in prima visione su Nine Network dal 30 giugno al 22 settembre 2006.
| nº | Titolo originale         | Titolo italiano              | Prima TV Australia | Prima TV Italia |
| -- | ------------------------ | ---------------------------- | ------------------ | --------------- |
| 1  | Taylor's DNA             | Genitori in mutande          | 30 giugno 2006     | 2007            |
| 2  | Bigger Than Vegas        | Vincere non è importante     | 7 luglio 2006      | 2007            |
| 3  | Learning to Surf         | Lezioni di surf              | 14 luglio 2006     | 2007            |
| 4  | Mother in the Nude       | Sculture in riva al mare     | 21 luglio 2006     | 2007            |
| 5  | The Chosen One           | La prescelta                 | 28 luglio 2006     | 2007            |
| 6  | The Talk                 | Il discorsetto               | 4 agosto 2006      | 2007            |
| 7  | Flag Fall                | L'alzabandiera               | 11 agosto 2006     | 2007            |
| 8  | The Big Game             | Grande partita               | 18 agosto 2006     | 2007            |
| 9  | Return of the Mothership | Meglio con gli alieni        | 25 agosto 2006     | 2007            |
| 10 | The Cross Country        | La corsa campestre           | 1º settembre 2006  | 2007            |
| 11 | Taylor Turns Bad         | Vi accorgete di me?          | 8 settembre 2006   | 2007            |
| 12 | Being Me                 | Voglio essere me stessa!     | 15 settembre 2006  | 2007            |
| 13 | Leaving Primary          | Lasciando la scuola primaria | 22 settembre 2006  | 2007            |

## Genitori in mutande
- Titolo originale: Taylor's DNA
- Diretto da: Pino Amenta
- Scritto da: Angela Webber

Taylor Fry è una ragazzina di 11 anni in piena crescita, con una fervida fantasia e una famiglia assolutamente fuori dal comune e imbarazzante, composta dai genitori Glenda e Don (i quali vendono biancheria intima e si comportano abitualmente in maniera alquanto bizzarra), dalla sorella maggiore adolescente Layla (capricciosa, irascibile e superficiale, con la quale litiga spesso e raramente riesce a sostenere una conversazione seria), e infine da una cugina della madre che si fa chiamare Mistica Marge e lavora come chiaroveggente. Fortunatamente Taylor può contare sul sostegno di Hector Garcia, il suo migliore amico (che è innamorato di lei ma glielo tiene nascosto); inoltre è innamorata di Leon Lipowski, il ragazzo più carino della scuola, ed è amica anche di Brittany Flune, una ragazzina bellissima, aggraziata e molto ricca, sua vicina di casa e che sembra essere molto più fortunata di lei (infatti Taylor la invidia bonariamente e definisce "perfetto" tutto ciò che la riguarda, compresa la famiglia).
La scuola decide di invitare tutti i genitori degli alunni a partecipare a una ricerca di talenti per raccogliere fondi per il nuovo canile. Taylor è però sicura che morirebbe di vergogna se i suoi genitori — che vengono a sapere della "Caccia al Talento" da Brittany, dato che la figlia aveva provato a tenerglielo nascosto — si esibissero, così, ispirata da un'intervista in televisione, trascina Hector in una ricerca per dimostrare addirittura attraverso l'analisi del DNA che Don e Glenda non sono i suoi veri genitori. Taylor riceve i risultati un attimo prima che i suoi genitori si esibiscano, ma scopre che il campione di capelli che pensava di aver prelevato alla madre corrisponde in realtà ai peli di un levriero che Layla le aveva fatto tenere per uscire (di nascosto dai genitori) con un ragazzo che porta a spasso i cani. Don e Glenda si esibiscono quindi in un pezzo originale intitolato "Le mutande nella storia" sull'evoluzione della biancheria intima; tuttavia, contrariamente a quanto temuto da Taylor, l'esibizione si rivela piuttosto divertente e interessante, e viene molto apprezzata dal pubblico. Taylor capisce allora di aver esagerato con le sue preoccupazioni.
- Altri interpreti: Sally McKenzie (Mistica Marge), Steven Tandy (signor McClusky), Veronica Neave (Loretta Flune), Peter Kent (Michael Flune), David Anderson (Gary Lipowski), Kyle Baxter (Anthony), Harrison Reynolds (Harry), Marissa Wynne (commessa della farmacia), Robin Gold (ostetrica), Remi Broadway (assistente di laboratorio), John Rees-Osborne (medico), Peter Meares (giornalista), Brenda Shero (Jessie), Peter Eyschen (controfigura di Michael mentre suona il pianoforte), Shannon Miller (controfigura di Loretta mentre suona il pianoforte), Todd Levi (Billy Stecchino / scheletro).

## Vincere non è importante
- Titolo originale: Bigger Than Vegas
- Diretto da: Paul Moloney
- Scritto da: Tim Gooding

Alla Sunburn Publich School vengono lette le candidature a capitano della scuola per l'anno successivo: per i maschi ci sono Brad, Oliver e Leon, mentre per le femmine Melissa, Brittany e, con grande sorpresa di Taylor, proprio quest'ultima. In lei si accende un'inaspettata passione per la politica, e quando Brittany decide di voler vincere le elezioni, Taylor è ancora più determinata a battere l'amica, facendosi aiutare da Hector. Alla fine, tra i maschi il vincitore è Leon, e tra le femmine Melissa. Taylor ci rimane male, così la sua famiglia prova a tirarle su il morale. Taylor e Brittany parlano prima della sciocca rivalità dei loro padri riguardo la loro sfida per stabilire chi ha le luci natalizie migliori, poi ammettono che in fondo non così dispiaciute di aver perso; inoltre Brittany rivela che Leon ha accettato la candidatura perché così potrà partecipare alle "Giornate del Leader", che ogni due settimane consentono ai capitani di avere un pomeriggio libero per andare a un seminario sulla leadership. Il giorno dopo, Glenda imbarazza la figlia presentandosi a scuola per portarle il pranzo che aveva dimenticato, ma vestita da koala.
- Altri interpreti: Sally McKenzie (Mistica Marge), Steven Tandy (signor McClusky), Veronica Neave (Loretta Flune), Peter Kent (Michael Flune), Harrison Reynolds (Harry), Kate Boladian (Melissa), Theo Waters (Brad Edwards), Cleo Massey (cheerleader), Dana Kirkpatrick (cheerleader), Keira Hadley (cheerleader), Courtney Bell (ballerina), Georgie Harper (studente che conta i voti).

## Lezioni di surf
- Titolo originale: Learning to Surf
- Diretto da: Evan Clarry
- Scritto da: Sam Carroll

Taylor (che per un compito scolastico si trova a fare sia da babysitter che a occuparsi di un coniglio) ammira la capacità di Leon (messo in punizione per 3 settimane per aver truccato le elezioni a capitano) di scrollarsi di dosso i problemi, e pensa che il surf possa essere una buona soluzione. Mentre prova alcune pose sulla spaggia, Taylor, imbarazzata, dichiara a Brittany e Leon di saper surfare, così lui le propone di partecipare a una gara che si terrà il prossimo weekend. Taylor accetta a malincuore, e per riuscire nel suo intento si fa aiutare dal padre, che le presta la propria tavola da surf, riuscendo comunque a ottenere dei miglioramenti sufficienti per fare una discreta figura durante la gara. 
- Altri interpreti: Steven Tandy (signor McClusky), Brigitte O'Brien (Alicia), Tiarne Miller (Chloe), Shannon Sage (Rory), Nicholas Crew (Jamie), Beau Walker (reporter di surf), Lincoln Lewis (Andre), Joel Jensen (Josh / surfista), Courtney Glennan (controfigura di Taylor mentre fa surf), Mark McNamara (controfigura di Don mentre fa surf), Dougal Shaw (controfigura di Leon mentre fa surf), Renee Bowen (controfigura di Glenda mentre fa surf), Hamish Hugs (Butch).

## Sculture in riva al mare
- Titolo originale: Mother in the Nude
- Diretto da: Paul Moloney
- Scritto da: Angela Webber

La classe di Taylor dovrà realizzare, dividendosi in coppie, un reportage in stile giornalistico sulla mostra "Sculture in riva al mare", e lei rimane di stucco pensando che sua madre abbia intenzione di portare un calco del proprio corpo intitolato "La nudità della madre". Taylor cerca in vari modi di impedire alla classe di fare questa gita, facendosi aiutare da Hector, ma inutilmente. Alla fine Taylor decide di indossare un costume da sirena per distrarre i presenti alla mostra, ma ci riesce solo cadendo in acqua proprio nel momento in cui viene tolto il velo dalla statua di Glenda, che non è un nudo come pensava ma una serie di pietre disposte l'una sopra l'altra; Don, che ha da poco ottenuto il brevetto da bagnino, si tuffa in acqua e recupera prontamente la figlia. Una reporter si fa dare da Hector la registrazione di quanto avvenuto, e il video di Don che salva Taylor, con grande imbarazzo della giovane, finisce nei telegiornali di tutto il mondo. Intanto Layla prova a fare la testimonial di una crema per le mani all'albicocca, ma deve rinunciarci perché ne è allergica.
- Altri interpreti: Sally McKenzie (Mistica Marge), Steven Tandy (signor McClusky), Veronica Neave (Loretta Flune), Peter Kent (Michael Flune), Annie Jones (reporter televisiva), Kate Fitzpatrick (Majot), Harrison Reynolds (Harry), Peter Blackburn (guardia di sicurezza), Lyndelle Palmer Clarke (fotografo della stampa), Abiy Feleke (giornalista africano), Bernadette Land (giornalista spagnola), Hiroshi Hirayama (giornalista giapponese), Jimmy Christiansen (passante), Ray Turner (intervistatore televisivo).

## La prescelta
- Titolo originale: The Chosen One
- Diretto da: Pino Amenta
- Scritto da: Angela Webber

In classe viene chiamato un monaco buddhista di nome Venerabile Kim per spiegare in cosa consiste la vita di uno come lui. Taylor rimane ispirata dalle parole dell'uomo, e, dopo che il monaco risponde a Hector su una domanda riguardante i Lama che occasionalmente vengono scelti tra i bambini nati all'estero, chiamati "prescelti" e rispettati da tutti quanti, la giovane inizia a pensare di poter diventare una di loro. Quando Taylor critica Layla per il suo materialismo e il bel vestito da damigella d'onore che indosserà per il matrimonio di una loro cugina, la sorella la sfida a disfarsi dei propri beni, così Taylor organizza un mercatino dell'usato; Layla però toglie tutti i volantini per comprare lo stereo al suo ultimo fidanzato e anche qualcosa per se stessa, ma Taylor è restia a vendere a lei. Taylor decide di fare l'eremita dormendo per una notte in una tenda nel giardino, ma Hector le fa capire che non è portata per questo genere di cose e che non c'è niente di male. Il giorno dopo, come al solito Layla prende in giro la sorella, ma mentre corre sui pattini a rotelle va a sbattere contro il camioncino del padre, così è costretta a rimanere a casa con un tutore al collo  e viene sostituita da Taylor come damigella d'onore al matrimonio della cugina.
- Altri interpreti: Sally McKenzie (Mistica Marge), Steven Tandy (signor McClusky), Harrison Reynolds (Harry), Dorothy Thorsen (Annette), Harka Subba (Venerabile Kim), Flloyd Kennedy (anziana), Richard Nagel (Dominic).

## Il discorsetto
- Titolo originale: The Talk
- Diretto da: Pino Amenta
- Scritto da: Tim Gooding

Taylor sviluppa una cotta per Joel, un giovane istruttore di karate, perciò si iscrive al "Corso di autodifesa Blue Lotus" solo per incontrarlo. Una sera Taylor origlia una conversazione dei suoi genitori e crede che sappiano della sua cotta per Joel e vogliano parlarne. Taylor continua a sognare a occhi aperti e si confida, pur senza entrare nei dettagli, sia con Hector che con Layla. Mentre torna a casa con Hector dopo una passeggiata in spiagga e dopo essersi presa una storta alla caviglia nel bizzarro tentativo di difendere l'amico da alcuni bulli, Taylor vede Layla e Joel insieme; quando la sorella si avvicina la chiama "traditrice", ma lei risponde che è piccola per lui. Taylor dice ai genitori che smetterà di fare karate, e loro le dicono che è l'ora che dia una mano nei lavori domestici; Taylor crede in questo modo di aver evitato il tema del passaggio dall'infanzia all'adolescenza (con tutto quello che comporta...), ma mentre lava i piatti con la madre, Glenda affronta proprio questo argomento.
- Altri interpreti: Joshua Biagi (Joel), Lynda McConnell (istruttrice Blue Lotus), Kate Sweetman (bulla), Jordan Patrick Smith (bullo), Moorea Davison (bambina che gioca con la sabbia), Jacqueline Graham (bambina che gioca con la sabbia), Barbara Baugh (commessa del negozio di animali), Lily Baker (adolescente), Alyssa Imai (adolescente), Joel Munroe (ragazzino sfacciato), Brooke Melling (madre), Bailee Gill (bambina).

## L'alzabandiera
- Titolo originale: Flag Fall
- Diretto da: Pino Amenta
- Scritto da: Johanna Pigott

Taylor, osservando e ascoltando Brittany, inizia a preoccuparsi del proprio aspetto e reputazione. Hector è dispiaciuto del nuovo atteggiamento dell'amica soprattutto dopo essere diventato l'alzabandiera della nuova bandiera della scuola, cosa che agli occhi di Taylor lo rende un "secchione", tanto che per un po' si ignorano; Hector passa più tempo con Brittany, mentre Taylor prova a fare lo stesso con Leon ma fallisce. Hector rinuncia a fare l'alzabandiera, dicendo a Taylor che col suo modo di fare gli ha fatto passare la voglia; anche Brittany rimprovera Taylor per l'atteggiamento che ha tenuto nei confronti del loro amico. Taylor allora si propone come alzabandiera e indossa il proprio braccialetto dell'amicizia che si era scambiata con Hector, ma durante la presentazione ufficiale aggancia per errore il parrucchino del ministro dell'istruzione (che le finisce in testa scatenando le risate dei compagni, anche per una bruciatura a forma di ferro da stiro sulla divisa provocata da Leyla, nel frattempo messa in punizione dalla madre), che cade per terra. Taylor ed Hector tornano amici come prima.
- Altri interpreti: Steven Tandy (signor McClusky), Veronica Neave (Loretta Flune), Brittany Anderson (ragazza nerd), Harrison Reynolds (Harry), Robyn Moore (preside Della Costa), Mark Emmett (ministro dell'istruzione Michael Delaney).

## Grande partita
- Titolo originale: The Big Game
- Diretto da: Paul Moloney
- Scritto da: Steve Wright

Dopo aver assistito all'abilità calcistica di Leon, Taylor decide di unirsi alla squadra di calcio della scuola, che però deve rinunciare al primo incontro della domenica per la mancanza di un allenatore, così lei chiede al padre di aiutarli e lui accetta; per prendere questo impegno, Don passa a Glenda il compito di aiutare Layla a imparare a guidare, ma la ragazza è abbastanza avventata e a sua volta Glenda, a cui Taylor chiede di fare lezioni di yoga prepartita, lo passa alla cugina Mistica Marge, la quale pure rinuncia. Durante la partita Leon si fa male a una caviglia e lui chiede che sia Taylor a tirare il rigore- Mentre Layla si fa aiutare nuovamente da Glenda alla guida, invade brevemente il campo da gioco. Taylor tira il rigore: la palla prima colpisce il palo e poi Hector (come aveva già fatto altre volte durante gli allenamenti), ma poi rotola fino alla rete segnando il punto vincente. Mentre la squadra festeggia, Layla invade il campo un'altra volta.
- Altri interpreti: Sally McKenzie (Mistica Marge), Steven Tandy (signor McClusky), Kit McDee (arbitro), Jessie Phillips (portiere), Harrison Reynolds (Harry), Annette Van Moorsel (controfigura di Layla quando guida).

## Meglio con gli alieni
- Titolo originale: Return to the Mothership
- Diretto da: Pino Amenta
- Scritto da: Angela Webber

Alla classe viene dato il compito di seguire un progetto comunitario: Brittany raccoglie i rifiuti, Leon ripulisce i muri dai suoi vecchi graffiti, mentre Taylor ed Hector trascorrono del tempo in una casa di riposo con Cliff e Alma, un'eccentrica coppia di anziani che crede di stare per essere rapita dagli alieni. Intanto Layla, che si sta frequentando con il batterista di una band metal, peggiora nel carattere e nel rendimento scolastico, così Glenda la mette in punizione per costringerla a studiare. Col tempo, benché Hector rimanga scettico, Taylor si convince che gli alieni esistano veramente e che stiano per atterrare in città. Layla chiede alla sorella di dire alla madre che la accompagnerà in biblioteca, quando in realtà andrà al concerto del suo ragazzo, prendendole il suo diario dove ha scritto della cotta che ha per Leon per convincerla a farlo. Una notte Taylor, raggiunta da Hector, va da Cliff e Alma per andare in un campo dove si aspettano di incontrare gli alieni. Le luci che li abbagliano appartengono però a un'auto degli infermieri: come spiega l'infermiera Truss, si è trattato di una bravata già fatta in precedenza da Cliff quando si annoia, anche se aveva promesso di non farlo più. Gli infermieri accompagnano Taylor e Hector a casa di lei, e poco dopo torna anche Layla (che ha lasciato il batterista) con la polizia, poiché al concerto c'è stata una rissa. Don mostra alla famiglia la sua ultima trovata pubblicitaria: un'insegna luminosa con luci alternate che raffigura un paio di boxer. Glenda mette in punizione le figlie per un mese intero. Incredibilmente, una sera davanti a casa Fry arriva una navicella aliena che prima di allontanarsi rilascia Mistica Marge.
- Altri interpreti: Sally McKenzie (Mistica Marge), Steven Tandy (signor McClusky), Lisa Jane Stockwell (signora Truss), Harrison Reynolds (Harry), Lucky Grills (Cliff), Penny Brown O'Dare (Alma), Boon Thie (alieno), Brad Hayes (ecografista), Jerome Hey (Ethan), Abbey Holmes (Splash).

## La corsa campestre
- Titolo originale: The Cross Country
- Diretto da: Evan Clarry
- Scritto da: Max Dann

Taylor vince la corsa campestre indetta dalla scuola e stabilisce un nuovo record; mentre si crogiola nella vittoria non riesce a confessare che, dopo essersi infortunata sbattendo contro un palo mentre sognava a occhi aperti, si è fatta dare un passaggio da Mistica Marge, pur ripromettendosi di rivelarlo presto. Nel frattempo, la famiglia Fry progetta di trasferirsi in Scozia quando Don eredita una grande tenuta da uno zio che vive lì, ma successivamente scoprono da una foto che si tratta di un rudere con palude. Per i suoi presunti meriti, Taylor viene proposta dalla direttrice della scuola come ambasciatrice dello sport alla festa del quartiere della settimana prossima, insieme a Leon; Taylor non se la sente ancora di ammettere la verità, così chiede a Hector, che l'ha rimproverata per l'imbroglio, di aiutarla a migliorare. Taylor confessa all'insegnante McClusky di aver barato e lui, pur dicendosi deluso, le dice che è troppo tardi per rinunciare a fare l'ambasciatrice dello sport e che ha l'opportunità di sistemare tutto partecipando alla gara. Durante la corsa Taylor si fa nuovamente male e si fa portare dal padre, ma invece che da lui arrivano al negozio di un uomo che si chiama come lui e che è noto come "Re del kilt": è lui il vero erede dello zio scozzese che possedeva un castello ma ha perso tutto al gioco, come testimonia una foto appesa al muro e identica a quella ricevuta da loro, infatti il padre di Taylor è stato informato per errore dal notaio per uno scambio di persona. A gara ormai finita, Taylor corre per avvertire i genitori che c'è stato un errore, e nel gridarlo non fa caso a un palo e vi sbatte contro.
- Altri interpreti: Sally McKenzie (Mistica Marge), Steven Tandy (signor McClusky), Veronica Neave (Loretta Flune), Peter Kent (Michael Flune), Andrew Blain (poliziotto), Gerry Day (Don Fry scozzese).

## Vi accorgete di me?
- Titolo originale: Taylor Turns Bad
- Diretto da: Pino Amenta
- Scritto da: Sam Carroll

Taylor si sente trascurata e crede che gli altri parlino alle sue spalle perciò, ritenendo che la causa sia il suo essere gentile, convince Hector a diventare ribelli perché ritiene che solo i cattivi ricevano attenzioni (anche se Hector cerca sempre di starne il più fuori possibile). All'inizio Taylor è soddisfatta, ma durante una lezione di pittura scatena una lotta con i colori e vengono convocati i suoi genitori; al colloquio, Don e Glenda continuano però a ripetere che è Layla che di solito si comporta in modo maleducato, sconfortando Taylor. Quando Don e Glenda tornano a casa la trovano linda e pinta, e con loro sorpresa è stata Layla la quale, messa in punizione, afferma di averla pulita perché si annoiava. Taylor imbratta l'automobile di McClusky con la schiuma da barba, ma lui è convinto che sia stato Leon perché ultimamente è stato lui a usarla per fare degli scherzi; Taylor rivela la verità e perché si è comportata così, al che l'insengnante le dice che solo perché non vede le attenzioni che le vengono rivolte non vuol dire che non ci siano. Taylor viene messa in punizione e non può partecipare alla festa di Leon; tuttavia, Layla convince la sorella a sgattaiolare fuori, ma poi le toglie segretamente i jeans lasciandola in gonna e mutande, mettendola in profondo imbarazzo davanti ai genitori, Hector, Brittany e Leon. Stavolta Taylor accetta la punizione e smette di comportarsi da ribelle capendo che deve rimanere se stessa.
- Altri interpreti: Steven Tandy (signor McClusky), Michael Harrison (amico di Leon), Gemma Forsyth (Katy), Deborah Coulls (madre di Katy), Piper Fellows (Taylor a 4 anni), Lydia Scheer (Layla a 8 anni), Shea Mahony (Elle), Taylah Smith (Crystal), Joshua Hawke (Lucas), Ben Phillips (Callum), Sony Stojanovic (Toby), Isaac Scheer (Corey), Robyn Moore (preside Della Costa).

## Voglio essere me stessa!
- Titolo originale: Being Me
- Diretto da: Evan Clarry
- Scritto da: Johanna Pigott

Con l'arrivo di un ballo scolastico a tema disco, Taylor inizia a interrogarsi sulla sua immagine e identità, temendo che il suo rifiuto di conformarsi possa rovinare la sua vita sociale (pensando più volte a Giovanna d'Arco). Per evitare questa eventualità Taylor decide di cambiare nome, ma quando i suoi genitori le chiedono di parlare con loro di ciò che la preoccupa, lei non apre bocca. Alla fine Taylor capisce che non le importa essere diversa e va alla festa indossando una cintura regalatale da Hector; appena arrivata vede Brittany intristita perché si sente inadeguata, ma Taylor la conforta e poi iniziano a ballare liberamente insieme a Hector, Leon e tutti gli altri.
- Altri interpreti: Sally McKenzie (Mistica Marge), Steven Tandy (signor McClusky), Veronica Neave (Loretta Flune), Maya Sourial (Remi), Chelsea Sourial (Demi), Annabelle Stevenson (Giovanna d'Arco), Des Drury (impiegato), Liz Mann (impiegata), Ken Dumpleton (Sydney H. Bridge), Paul Bryant (Bilbo Baggins), Tyson Hargraves (compagno di classe).

## Lasciando la scuola primaria
- Titolo originale: Leaving Primary
- Diretto da: Pino Amenta
- Scritto da: Angela Webber

La scuola primaria sta per finire e sembra che la cerchia di amici di Taylor si stia disgregando, poiché tutti affrontano la prospettiva di andare in scuole medie differenti. Taylor è combattuta perché è costretta a prendere alcune serie decisioni sul suo futuro. Dopo l'introduzione di Hector, Leon e Bittany nell'ultimo giorno di scuola, Taylor, chiamata a fare il discorso di ringraziamento, seguendo il consiglio di McClusky decide di parlare con il cuore, così dichiara che la cosa più bella che le resterà sono gli amici, e che sa che le amicizie che sono state strette lì dureranno per sempre. Mentre gli studenti salutano McClusky, Taylor dice a Hector che frequenteranno la stessa scuola.
- Altri interpreti: Steven Tandy (signor McClusky), Veronica Neave (Loretta Flune), Peter Kent (Michael Flune), Boon Thie (mummia egiziana), Robyn Moore (preside Della Costa), Andrea Moore (signora Barnett), Anita Knight (Felicity), Abigail Benaud (Emily), Greg Stone (banchiere), Sam Turner (12enne giocatore di football), Rylee Breen Maver (studentessa del Saint Davinia), Anjali Raj (studentessa del Saint Davinia), Tiffany Haintz (studentessa del Saint Davinia), Samantha Klomp (cheerleader), Aylese Flugge (cheerleader), Britt Henderson (cheerleader), Trent Lawrie (controfigura di Leon quando fa ginnastica), Dana Kirkpatrick (controfigura di Taylor).